# Parafia Matki Bożej Nieustającej Pomocy w Żdżarach
Parafia Matki Bożej Nieustającej Pomocy w Żdżarach – parafia rzymskokatolicka znajdująca się w diecezji tarnowskiej, w dekanacie Pilzno.
Parafia została ustanowiona przez bpa tarnowskiego Andrzeja Jeża 25 czerwca 2022 r.
Wieś należała początkowo do parafii w Machowej, a 1 września 2013 r. został tu utworzony rektorat. Miejscowy kościół powstał w latach 1986–1991. 12 maja 1991 bp Józef Życiński poświęcił świątynię i wmurował kamień węgielny.